# Sundamys muelleri
Sundamys muelleri es una especie de roedor de la familia Muridae, conocida como rata gigante de Sonda de Müller.

## Distribución geográfica
Se encuentra en Indonesia, Malasia, Birmania,  Filipinas, y  Tailandia.